# Gromada Dąbrowa Szlachecka
Die Gromada Dąbrowa Szlachecka war eine Verwaltungseinheit in der Volksrepublik Polen die zwischen 1960 und 1972 existierte. Verwaltet wurde die Gromada vom Gromadzka Rada Narodowa, dessen Sitz sich in Dąbrowa Szlachecka befand und aus 19 Mitgliedern bestand.

Die Gromada Dąbrowa Szlachecka gehörte zum Powiat Krakowski in der Woiwodschaft Krakau und entstand aus der Gromada Wołowice nach der Verlegung des Verwaltungssitzes nach Dąbrowa Szlachecka und der Verschmelzung der Gromada Dąbrowa Szlachecka. Mit Stand 1. Januar 1970 gehörten zur Gromada Dąbrowa Szlachecka die Dörfer Dąbrowa Szlachecka, Jeziorzany, Rączna, Ściejowice, Wołowice und Zagacie.

Die Gromada bestand bis 31. Dezember 1972.